# Гамжисько
Гамжисько (пол. Hamrzysko) — село в Польщі, у гміні Велень Чарнковсько-Тшцянецького повіту Великопольського воєводства.
Населення — 164 особи (2011).
У 1975-1998 роках село належало до Пільського воєводства.

## Демографія
Демографічна структура станом на 31 березня 2011 року:
|          | Загалом | Допрацездатний вік | Працездатний вік | Постпрацездатний вік |
| -------- | ------- | ------------------ | ---------------- | -------------------- |
| Чоловіки | 92      | 21                 | 65               | 6                    |
| Жінки    | 72      | 10                 | 50               | 12                   |
| Разом    | 164     | 31                 | 115              | 18                   |